# Caralluma mogadoxensis
Caralluma mogadoxensis là một loài thực vật có hoa trong họ La bố ma. Loài này được Chiov. mô tả khoa học đầu tiên năm 1932.